# Fachhochschule Schwäbisch Hall
Die Fachhochschule Schwäbisch Hall – Hochschule für Gestaltung (FHSH) war eine 2000 gegründete private, staatlich anerkannte Fachhochschule in Schwäbisch Hall. Träger war seit 2009 die Steinbeis-Hochschule Berlin. Der Studienbetrieb wurde zum Sommersemester 2013 eingestellt.

## Geschichte
Als Vorläufereinrichtung der Fachhochschule Schwäbisch Hall wurde das Kunstseminar Freie Hochschule Metzingen e.V. mit dem Studiengang KulturDesign im Jahr 1984 gegründet. Im Jahr 1998 folgte der Studiengang Kunst und Medien. Im März 2000 erhielt das Kunstseminar die staatliche Anerkennung als Fachhochschule. Zum Wintersemester 2000/01 zog die Fachhochschule auf Einladung der Stadt von Metzingen nach Schwäbisch Hall um und wechselte ihren Namen. Sie wurde bis zur Gründung der gGmbH als eigenständige Unterstiftung der Hospitalstiftung der Stadt Schwäbisch Hall geführt. Auf der Suche nach einem Beteiligungspartner hat die Stadt die Gesellschaftsform in eine gGmbH geändert.
Am 30. Oktober 2009 wurde der Kauf der Hochschule Schwäbisch Hall durch die Steinbeis-Hochschule Berlin abgeschlossen. Damit erhielt die Fachhochschule Schwäbisch Hall mit der Steinbeis Hochschule Berlin einen neuen Träger.
Die Fachhochschule stellte zum Sommersemester 2013 den Studienbetrieb ein. Studienanfänger wurden bereits seit 2010 nicht mehr zugelassen. Der Studiengang Kulturgestaltung lief bereits zum Wintersemester 2011 aus.  Nach einer negativen Begutachtung durch den Wissenschaftsrat galt die Hochschule als Sanierungsfall.

## Studiengänge
Das Ausbildungskonzept sah vor, dass die Studenten künstlerische und mediengestalterische Fähigkeiten mit kulturwissenschaftlichen und berufspraktischen Kenntnissen erwerben. So galt für die beiden Bachelor-Studiengänge Kulturgestaltung (Eigenschreibweise: KulturGestaltung) und Mediendesign (MedienDesign) das Partnerkonzept: Während des Praxissemesters waren die Studierenden in die Aufgaben einer Partnerfirma/-institution einbezogen und realisierten dort Medien- und Kulturprojekte. An der Hochschule wurde in kleinen Gruppen unterrichtet, maximal 25 Studierende lernten und arbeiteten in einem Semester.

### Kulturgestaltung
Der 2011 aufgegebene Bachelor-Studiengang Kulturgestaltung verband Kenntnisse im Bereich der Kunst- und Kulturvermittlung mit kreativen und künstlerischen Fähigkeiten. Umfassende künstlerische Gestaltungsgrundlagen, künstlerische Projekte sowie Projektarbeit in Kulturpädagogik und Kulturmanagement bildeten die Basis des Studiums. Der Studiengang schloss nach sieben Semestern (ein Praxissemester) mit dem Bachelor of Arts ab.

### Mediendesign
Im Bachelor-Studiengang Mediendesign wurden gestalterische Fähigkeiten in den Bereichen Internet, Multimedia, Computergrafik, Typografie, Video, Animation und Audio vermittelt. Gestalterische Grundlagen wurden durch Kenntnisse in Medientheorie und Konzeption, Kunst- und Kulturgeschichte sowie Projektmanagement ergänzt. Das Studium führte nach sieben Semestern einschließlich eines Praxis- und Auslandssemesters zum Bachelor of Arts.
Die Studenten des Mediendesigns mussten während ihres Studiums ein Auslandssemester an einer Partnerhochschule verbringen. Die Hochschule unterhielt 19 Partnerschaften mit Hochschulen u. a. in den USA, Australien, Neuseeland und Polen. Bis zu 50 Prozent der Kurse wurden daher in englischer Sprache angeboten.

## Professoren und Dozenten (Auswahl)
| A - Bettina Augustin, 1999–2010, Dozentin B - Cordula Beelitz-Frank, 2002–2013 Dozentin - Rosmarie Bosch, 20??–2012 Dozentin - Karl-Heinz Bogner, 1999–2005 Dozent C - Kim Collmer, 2004–2007 Gastprofessorin D - Fried Dähn, 2004–2012 Dozent, später Professor E - Beate Ehrmann, 1999–2012 Dozentin F - Jürgen Faust, 1986–1998 Dozent - James–Alaistair French, 200?–2012 Dozent G - Kristof Georgen, 1999–2012 Dozent - Frank-Joachim Grossmann, 2002–2012 Professor - Crista Gipser, 1999–2010 Dozentin H J - Isabel Jägle, 1999–2010 Dozentin - Tilmann Jörg, 2005–2010 Dozent K - Martin Koeppl, 1999–2010 Professor - Eberhard Krämer, 1999–2012 Professor - Dietmar Kröber, 1999–2013 Dozent, später Professor, zuletzt Rektor - Guido Kühn, 2001–2013 Professor - Sascha Kühn, 2006–2012 Dozent - Heidemarie Kurtscheid, 20??–2012 Dozentin | L - Bernhard Lattner, 1999–2006 Dozent M - Andreas Mayer-Brennenstuhl 1994–2012 Dozent - Frank McGuire, 1999–2006 Professor - Johannes Meinhardt 200?–2012 Dozent - Patricia-Anne Kühn–Meisenheimer 2011–2012 Dozentin - Elke Müller, 1999–2012 Dozentin N - Ilka Nowiki, 2011–2012 Dozentin O P R - Heike Raap, 2003–2012 Dozentin - Uli Rothfuss, 1999–2005 Dozent S - Albrecht Schad, 1999–2010 Dozent - Thilo Schnell 2009–2013 Dozent - Lothar Schöneck, 2006–2008 Dozent - Ute Schüler, 2004–2012 Dozentin - Joachim Sommer, 200?–2012 Dozent - Jörg Stürzebecher, 1999–2006 Dozent T V W - Iso Wagner, 1999–2008 Professorin, Gründungsrektorin - Martin Weis, 1999–2011 Dozent - Robin Wagner, 1999–2005 Dozent - Jan Wulf, 1989–2007 Student, Dozent - Carsten Wolff, 1999–2006 Dozent X Y Z - Philip Zerweck, 2006–2012 Dozent - Jeanette Zippel, 1995–2006 Dozentin, später Professorin |